# 케빈 스키너
케빈 스키너(Kevin Skinner, 1974년 2월 25일 ~ )는 미국의 컨트리 가수이다. 《아메리카스 갓 탤런트》 네번째 시즌에서 우승하였다.